# Es ist das Heil uns kommen her
Es ist das Heil uns kommen her (in tedesco, "La salvezza ci è giunta") BWV 9 è una cantata di Johann Sebastian Bach.

## Storia
La cantata venne composta a Lipsia fra il 1732 ed il 1735 per la VI domenica dopo la Trinità. Il testo è basato su un corale omonimo di Paul Speratus per i movimenti 1 e 7 e su testo di autore sconosciuto per gli altri movimenti.

## Struttura
La Es ist das Heil uns kommen her è composta per soprano solista, contralto solista, tenore solista, basso solista, coro, flauto, oboe d'amore I e II, violino I e II, viola e basso continuo ed è suddivisa in sette movimenti:
1. Coro: Es ist das Heil uns kommen her, per tutti.
2. Recitativo: Gott gab uns ein Gesetz, per basso e continuo.
3. Aria: Wir waren schon zu tief gesunken, per tenore, violino e continuo.
4. Recitativo: Doch mußte das Gesetz erfüllet werden, per basso e continuo.
5. Duetto: Herr, du siehst statt guter Werke, per soprano, contralto, flauto, oboe e continuo.
6. Recitativo: Wenn wir die Sünd aus dem Gesetz erkennen, per basso e continuo.
7. Corale: Ob sichs anließ, als wollt er nicht, per tutti.